# Eknomisis
Eknomisis is een geslacht van neteldieren uit de klasse van de Anthozoa (bloemdieren).

## Soort
- Eknomisis dalioi Watling & France, 2011